# Goodman, Wisconsin
Goodman är en ort i Marinette County i delstaten Wisconsin, USA.